# 川内大綱 (小惑星)
川内大綱 (9628 Sendaiotsuna) は、火星と木星の間にある直径約23.9kmの小惑星。
1993年7月16日に米国のパロマー山天文台のエレノア・ヘリンにより発見され、仮符号 1993 OB2 が与えられた。20年後の2013年7月22日に、10年ルールにより命名権を得た山田義弘・東亜天文学会理事長の申請により命名された。名は鹿児島県薩摩川内市で秋分の日前夜に行われる川内大綱引で用いられる日本最大の綱「川内大綱」にちなみ、人名や地名でなく伝統的な文化行事が小惑星に命名されるのは史上初めてだという。
太陽からの平均距離は、地球と太陽の距離の2.6倍。大きさについては赤外線天文衛星あかりのデータに基づき当初は7kmとされていたが、新たなデータによる計算の結果、2013年8月30日のMPC（国際天文学連合 小惑星部会）による改定で23.9kmと修正された。地球に最接近時でも明るさは15等級と非常に暗い。